# 뱅 브로스
뱅 브로스(영어: Bang Bros)는 미국의 포르노그래피 제작사이다. 플로리다주 마이애미에 본사를 두고 있다.

## 법적 문제
뱅 브로스는 연방거래위원회 (FTC) 성인 레이블 규칙 및 연방 CAN-SPAM 법을 위반하여 2005년 6월 미국 정부에 의해 고소되었다. 회사는 이 소송을 650,000 달러로 해결했으며, 앞으로도 법을 준수할 수 있도록 운영을 모니터링하기로 합의했다.